# Calificación para la Copa Mundial de Fútbol de ConIFA de 2016
La Calificación para la Copa Mundial de Fútbol de ConIFA de 2016 fue un proceso que decidieron varios de los equipos que participaron de la Copa Mundial de Fútbol de ConIFA de 2016.

## Calificación
En el proceso de calificación, Ellan Vannin y Felvidék tuvieron dos oportunidades para calificar; a través de la Niamh Challenge Cup y la Copa Europa de Fútbol de ConIFA.

### Niamh Challenge Cup
La Niamh Challenge Cup fue un torneo eliminatorio con cuatro participantes que duró dos días; el ganador del torneo clasificó automáticamente para la Copa Mundial de ConIFA.
| 30 de mayo de 2015 | Alderney          | 1-2 | Alta Hungría                             | The Bowl, Douglas |  |
| 11:30              | Josh Concanen 60' |     | Zoltan Novatar 40' · Attilia Dalonky 61' |                   |  |

| 30 de mayo de 2015 | Ellan Vannin | 8-1 | Panjab | The Bowl, Douglas        |                          |
| 15:00              | Sean Quaye 11', 37' · Ciaran McNulty 15' · Conor Doyle 44' · Frank Jones 50', 55' · Furo Davies 67' · Liam Doyle 75' |     | ? 28'  | Árbitro(s): Andrew Lodge | Árbitro(s): Andrew Lodge |

#### Partido por el tercer puesto
| 31 de mayo de 2015 | Alderney | 1-9 | Panjab | The Bowl, Douglas |  |

#### Final
| 31 de mayo de 2015 | Alta Hungría       | 1-3     | Ellan Vannin                                         | The Bowl, Douglas |  |
| 17:30              | Attila Dálnoky 72' | Reporte | Ciaran McNulty 20' · Sam Caine 25' · Conor Doyle 88' |                   |  |

### Benedikt Fontana Cup
La Copa Benedikt Fontana fue planeada como un torneo de dos partidos que se realizaría en dos días en junio de 2015 entre Recia y las Islas Chagos, el ganador clasificaría a la Copa mundial ConIFA de 2016. La competición fue planeada originalmente como un triangular entre Recia, Panjab y Alta Hungría. Panjab fue forzado a renunciar en 2015, y fue sustituido por las Islas Chagos. Posteriormente, Alta Hungría también desistió. En junio de 2015, priorizando el evento, la competición fue aplazada por la Federación de Recia, con eso las Islas Chagos acabó por desistir, el torneo fue remarcado para agosto de 2015. La Federación de Recia anunció que el torneo se disputaría en un único partido contra Franconia el 6 de septiembre.
| 6 de septiembre de 2015 | Recia | 6-0 | Franconia | Fussballplätze Ringstrasse, Coira |  |
| 13:00                   |       |     |           |                                   |  |